# Michael Rothwell
Michael Jon "Mike" Rothwell (30 de junho de 1953) é um velejador estadunidense, medalhista olímpico. Ele competiu nos Jogos Olímpicos de Verão de 1976 na classe Tornado e conquistou a medalha de prata, ao lado de David McFaull. Dois anos antes eles já haviam conquistado o bronze no Campeonato Mundial de Honolulu. McFaull se formou na Universidade Cornell em 1970.